# Eugène Chavette

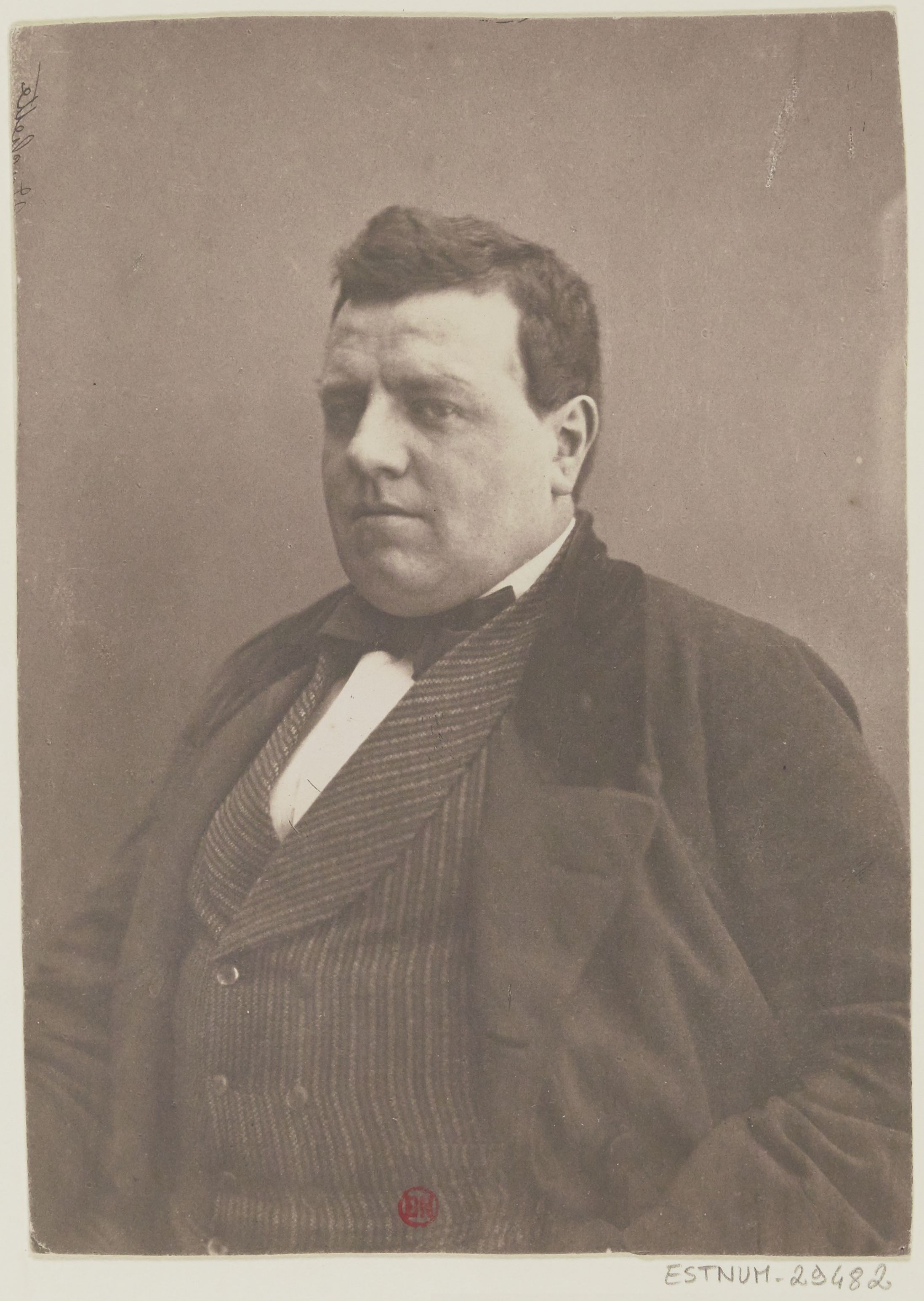
Eugène Chavette

Eugène Chavette, eigentlich Eugène Charlemagne Vachette (* 28. Juni 1827 in Paris; † 16. Mai 1902 in Montfermeil, Département Seine-Saint-Denis) war ein französischer Schriftsteller. 
Chavette war der Sohn von Josephe Chavette, dem Besitzer der Cafés „Le Brébant-Vachette“ und „Café Vachette“. Über die Schriftsteller und Journalisten, die Chavette als Besucher seines Vaters kennenlernte, kam er schon früh mit Literatur in Berührung. 
Als Pseudonym benützte Chavette ein Anagramm seines Taufnamens. Schwerpunkt seines literarischen Schaffens waren Kriminalromane und er wurde dabei, neben Émile Gaboriau, zum bekanntesten Autoren seiner Zeit.

## Werke (Auswahl)
- La bande de la belle Alliette. 1882.
- La chambre du crime. 1875.
- Le procès Pictompin. 1865.
- La recherche d'un pourquoi. 1877.
- Le rémouleur. 1873.